# Xã Raccoon, Quận Beaver, Pennsylvania
Xã Raccoon (tiếng Anh: Raccoon Township) là một xã thuộc quận Beaver, tiểu bang Pennsylvania, Hoa Kỳ. Năm 2010, dân số của xã này là 3.064 người.